# Pompy protonowe
Pompy protonowe – integralne białka błonowe, zdolne do transportu protonów (jonów wodorowych H+) przez błony biologiczne przeciwnie do ich gradientu stężenia. Proces transportu jest procesem wymagającym energii.
W komórkach okładzinowych żołądka występuje pompa wymienna K+ na H+ wykorzystująca ATP. W kanaliku dalszym nefronu występuje klasyczna H+-ATPaza (EC 3.6.3.14) pompująca jony wodoru do światła kanalika.
W chloroplastach powstałych na drodze wtórnej endosymbiozy działalność pompy protonowej VHA zmienia stosunek form nieorganicznego węgla, odpowiadając za kilka do kilkudziesięciu procent fotosyntezy. 